# Riqui Sabatés
Riqui Sabatés   (Barcelona, 1955 - 30 de maig de 2021) va ser un guitarrista català.
Format al Taller de Músics, a l'Institut Català de Noves Professions (INCANOP) i a l'Escola Superior de Música de Catalunya (ESMUC), va tocar per l'Orquestra Mondragón, l'Orquestra Marisol i, posteriorment amb la cantant Big Mama amb qui va formar la Big Mama & Riqui Sabatés Blues Band.
També havia acompanyat artistes com Rocío Jurado, Lolita Flores, Raphael, Koniec, Agustí Fernández i Pau Riba. Va formar part de l'anomenada "Ona Laietana", vinculada al blues i al jazz barceloní.

## Discografia[2]
- Big Mama Montse Taller de Músics All Stars – 25th Aniversari (2013)
- Riqui Sabatés – Sis Milions i un dia (2001)
- Riqui Sabatés y los Obstinados – Perdidos en el Blues (1988)
- Kràmpack – B.S.O. (2000)
- Pepe Motos – Y así lo siento yo (2000)
- Big Band de Bellaterra – Don’t git Sassy (1998)
- Pau Riba + BETM – De Riba a Riba (1993)
- Errol Woiski – Tots els colors del blues (1993)
- Agustí Fernández + BETM – Aura (1992)
- Relata Refereo – Barcelona Forever (1992)
- Koniec + BETM – Ad Livingstone (1991)
- The one’n’ only blues band – The One (1989)
- Armónica Zumel Band – Estrato Blues (1988)
- Suc Electrònic – L’home reanimat (1982)
- Mirasol Colores – Línea V (1979)
- Canet Rock – Canet Rock-directe (1977)
- Jordi Sabatés & Tete Montoliu – Tot l'enyor del demà (1976)
- Jordi Sabatés – Ocells del més enllà (1975)
- Jordi Sabatés – Jarka (1971)